# Nikolaj Rosing (Politiker, 1903)
Nikolaj Vilhelm Hans Josva Rosing (* 26. Januar 1903 in Nuuk; † 1968) war ein grönländischer Kaufmann und Landesrat.

## Leben
Nikolaj Rosing war das fünfte von acht Kindern des Missionars Hans Christian Theodor Rosing (1866–1944) und seiner Frau Malene Karoline Klara Kreutzmann (1869–1943). Zu seinen Brüdern gehörten der Pastor Peter Rosing (1892–1965), der Schriftsteller Otto Rosing (1896–1965), der Landesrat Jens Rosing (1900–1944) und der Künstler Kâle Rosing (1911–1974). 1904 zog die Familie nach Ostgrönland, wo sein Vater Missionar wurde. Nikolaj Rosing wuchs somit unter den Tunumiit auf. Während des Ersten Weltkriegs zog er nach Dänemark, um sich zum Böttcher ausbilden zu lassen. Weil er ein begnadeter Kajakfahrer war, durfte er in Kopenhagen und in Glasgow auftreten. In Dänemark lernte er auch den 25 Jahre älteren Knud Rasmussen kennen, mit dem er sich anfreundete. Nach beendeter Ausbildung wurde er Böttcher und Udstedsverwalter in Kangaatsiaq. Am 4. Mai 1928 heiratete er in Aasiaat Gertrud Katrine Marie Emma Davidsen (1908–?), Tochter des Zimmermanns Axel Otto Ole Davidsen (1880–?) und seiner Frau Sara Birthe Johanne Midner (1875–?).
Nikolaj Rosing vertrat 1943 Isak Siegstad im nordgrönländischen Landesrat. In der folgenden Legislaturperiode ab 1945 vertrat er seinen Wahlkreis, wobei er bei der Sitzung 1949 von Lars Lundblad vertreten wurde. Er vertrat von 1948 bis 1950 den erkrankten Peter Nielsen in der Grønlandskommission. Von 1951 bis 1955 gehörte er dem ersten gesamtgrönländischen Landesrat an. Nikolaj Rosing galt als herzenswarmer Mensch, der sich den Problemen seiner Mitmenschen annahm und ihnen psychologischen Beistand leistete. Er starb 1968 im Alter von knapp 66 Jahren und hinterließ seine Frau und acht erwachsene Kinder.